# Ex-dono

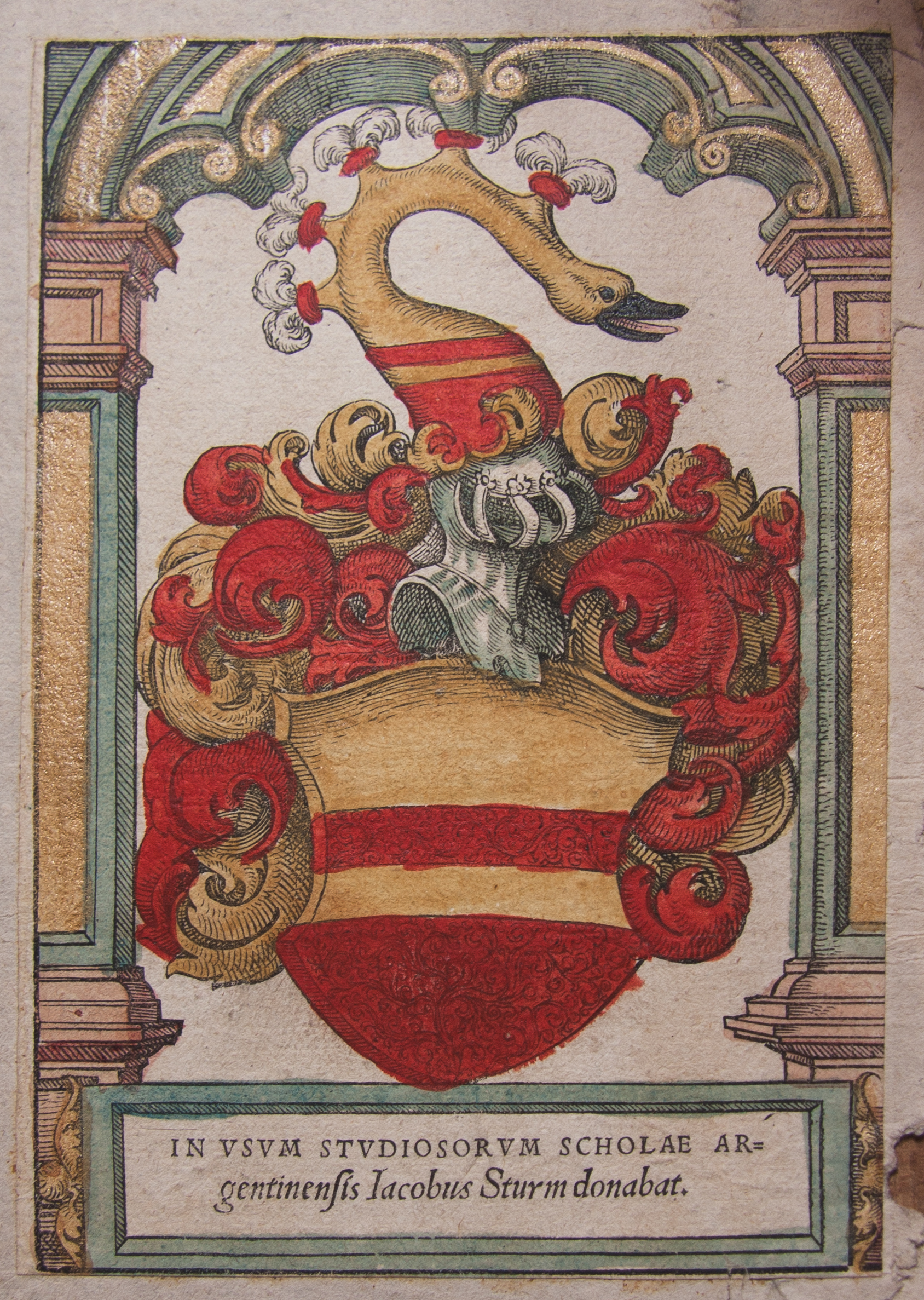
Ex-dono imprimé et peint de Jacques Sturm, 1550 - coll. Médiathèque protestante de Strasbourg.

Un ex-dono est une inscription indiquant qu'un objet, souvent un livre, a été donné à celui chez qui on le trouve. L'inscription n'est pas forcément de la main du donateur, contrairement à un autographe ou d'une dédicace (ou plus précisément d'un envoi). C'est donc une marque de provenance, tout comme l'ex-libris.

## Description

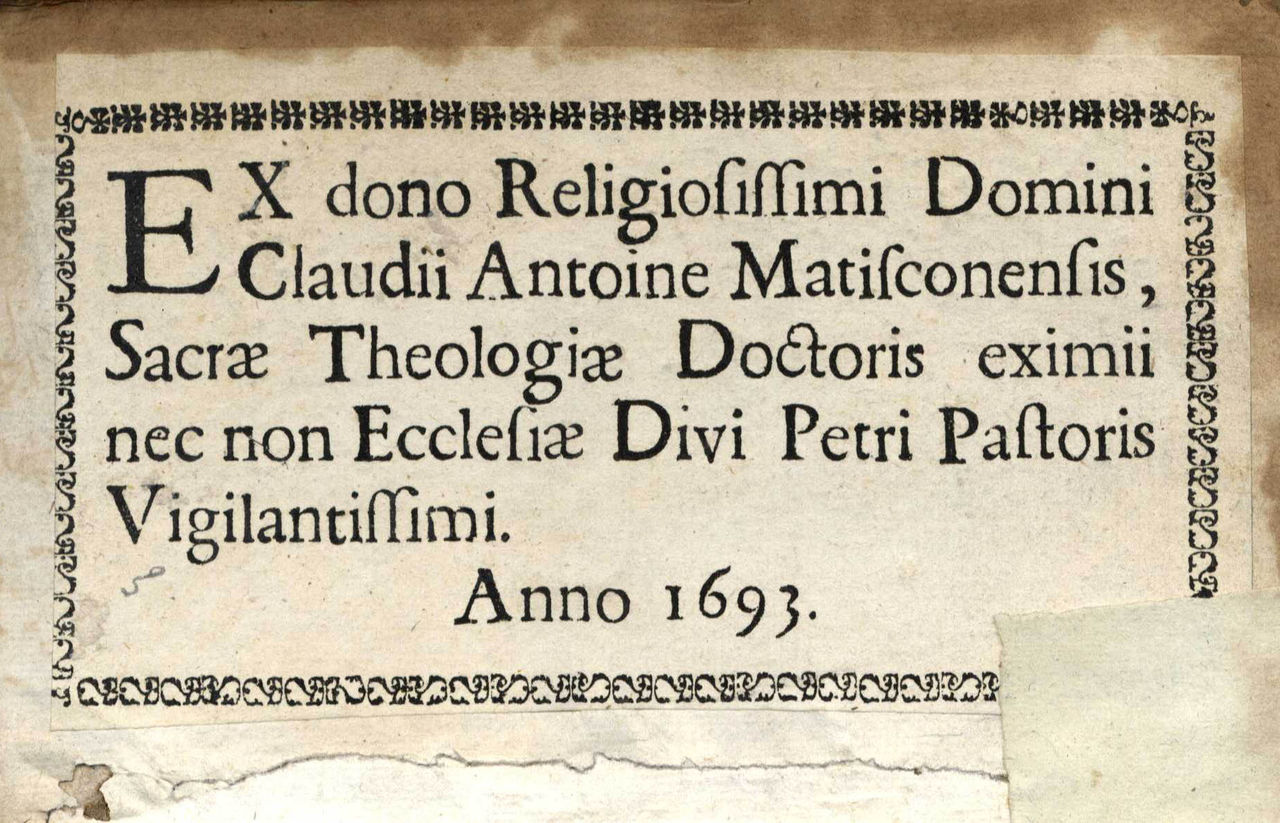
Exemple d'ex-dono imprimé.

Étymologiquement, ex-dono est construit selon le modèle d'ex-voto. Le terme est composé des mots latins ex (« à la suite de ») et dono (« le don »).
Les ex-dono se trouvent sur le contre-plat supérieur d'un livre, sur une page de garde, de faux-titre, ou plus rarement sur la page de titre. Il peut s'agir d'inscriptions manuscrites ou imprimées. Lorsqu'ils sont imprimés, ils peuvent prendre la forme d'une étiquette imprimée ou gravée collée, notamment lorsque le bénéficiaire est une institution. L'ex-dono peut également figurer sur la reliure. Cette pratique s'est surtout développée au XVIIIe siècle, même s'il existe des ex-dono bien plus anciens.

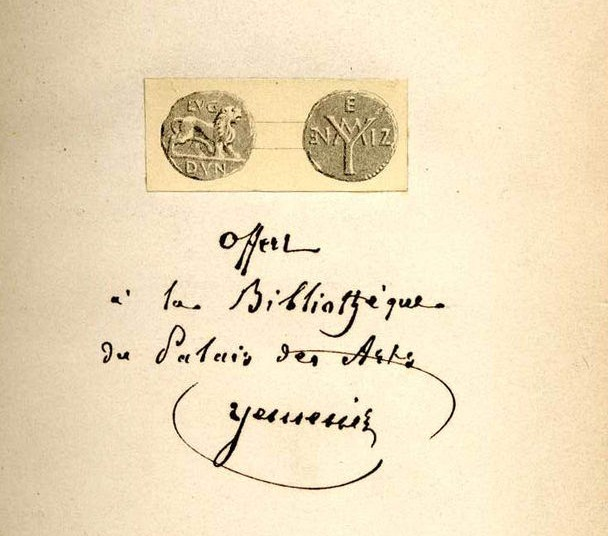
Ex-dono manuscrit de Nicolas Yemeniz, accompagné d'un ex-libris imprimé - coll. Bibliothèque municipale de Lyon.

Normalement, un livre qui possède un ex-dono permet d'établir sa provenance, ce livre ayant fait partie de la bibliothèque du donateur. Pour certains ex-dono, il est cependant difficile de déterminer si les ouvrages ont réellement appartenu aux donateurs, car il pouvait s’agir d’une donation en numéraire faite à une institution qui frappait alors les armes du donateur en son honneur sur les plats des livres.